# Ryther cum Ossendyke
Ryther cum Ossendyke est une paroisse civile du Yorkshire du Nord, en Angleterre.